# Umbrófila
Na botânica, umbrófila é o tipo de planta que está adaptada a aparecer em lugares sombrios, úmidos, que geralmente aparecem nas vertentes umbrias das montanhas ou nas florestas. É uma característica das florestas tropicais e equatoriais
Conheça algumas plantas que são umbrófilas e seu devido uso e origem.
Espada de São Jorge.
De origem africana, a espada de São Jorge é uma planta que exige pouca manutenção e apresenta grande resistência. Deve ser plantada em lugares com meia sombra, tolerando tanto ambientes iluminados quanto sem luz alguma. Consegue aguentar situações de extremo calor ou extremo frio, e deve ser regada sempre que seu solo estiver seco.
Aglaonema
Essa planta originária na Ásia, Filipinas e Oceania, possui cerca de 50 espécies. Ela consegue aguentar baixas temperaturas, e precisa apenas ficar na sombra. Deve ser plantada em um solo bem drenado, e sempre regada quando a terra parecer seca. É ótima para ter em casa pois filtra toxinas presentes no ar.
Jiboia ou pothos
Essa planta possui cerca de oito espécies, sendo originária nas Ilhas Salomão, Oceania. É muito prática, pois consegue se adaptar ao ambiente em que se encontra. Não precisa de muita luz, e é outra planta ótima por purificar o ar e retirarformaldeído dele.
Lírio-da-paz
Original da América Central, é uma planta que combina beleza com cuidados simples. Resiste a climas de baixa temperatura, e precisa de uma umidade moderada. No caso dela, é preciso evitar o uso de prato com água sob o vaso. Assim como as outras, também remove formaldeído e monóxido de carbono do ar.
Antúrio
Original da Colômbia, essa planta é tradicional no paisagismo por sua beleza e por ser de fácil cultivo e manutenção. Deve sempre estar a meia sombra e ser regada regularmente, porém sem encharcar.